# Rochus Nastula
Rochus Karol Nastula, surnommé Roch (né le 15 août 1902 à Lipiny (quartier de Schwientochlowitz) en Empire allemand et mort le 17 mars 1977 à Świętochłowice), est un joueur de football polonais, qui jouait au poste d'attaquant.
Il a terminé meilleur buteur du championnat de Pologne lors de la saison 1929 avec 25 buts. Il est le meilleur buteur de l'histoire du Czarni Lviv.